# Miss France 1972
Miss France 1972 est la 42e élection de Miss France. Elle a lieu au Palais des Fêtes d'Épernay en décembre 1971.
Chantal Bouvier de Lamotte, 17 ans, Miss Paris 1971 remporte le titre et succède à Myriam Stocco, Miss France 1971.
Chantal Bouvier de Lamotte abdique après des blessures graves causées par une chute à cheval. Elle transmet alors son titre à Miss Poitou, Claudine Cassereau.

## Classement final
| Résultat         | Candidate                  | Région        |
| ---------------- | -------------------------- | ------------- |
| Miss France 1972 | Chantal Bouvier de Lamotte | Miss Paris    |
| 1re dauphine     | Jeanne Burns               | Miss Tahiti   |
| 2e dauphine      | Christine Schmidth         | Miss Arcachon |
| 3e dauphine      | Claudine Cassereau         | Miss Poitou   |
| 4e dauphine      | Martine Scheffler          | Miss Alsace   |
| 5e dauphine      | Denise Kerfast             | Miss Bretagne |

http://www.alamy.com/stock-photo-jan-01-1972-the-new-miss-france-1972-chantal-bouvier-delamotte-surrounded-69456240.html

## Candidates
D'après une photographie de l'ensemble de la promotion, les 37 candidates étaient : 
- Miss Alsace
- Miss Aquitaine
- Miss Arcachon
- Miss Ardennes
- Miss Armagnac
- Miss Beauce
- Miss Belfort
- Miss Bordeaux
- Miss Bretagne
- Miss Champagne
- Miss Charente
- Miss Côte de Nacre
- Miss Flandre
- Miss Franche-Comté
- Miss Guadeloupe
- Miss Isère
- Miss Jura
- Miss Lorraine
- Miss Lyon
- Miss Martinique
- Miss Mayenne
- Miss Montpellier
- Miss Normandie
- Miss Paris
- Miss Poitou
- Miss Tahiti
- Miss Toulouse
- Miss Touraine
- Miss Val-de-Marne
- Miss Vendée

Ainsi que 7 candidates non identifiées